# Jaitwara
Jaitwara là một thị xã và là một nagar panchayat của quận Satna thuộc bang Madhya Pradesh, Ấn Độ.

## Nhân khẩu
Theo điều tra dân số năm 2001 của Ấn Độ, Jaitwara có dân số 8903 người. Phái nam chiếm 51% tổng số dân và phái nữ chiếm 49%. Jaitwara có tỷ lệ 59% biết đọc biết viết, thấp hơn tỷ lệ trung bình toàn quốc là 59,5%: tỷ lệ cho phái nam là 69%, và tỷ lệ cho phái nữ là 50%. Tại Jaitwara, 18% dân số nhỏ hơn 6 tuổi.